# Wspólnota administracyjna Gernrode/Harz
Wspólnota administracyjna Gernrode/Harz (niem. Verwaltungsgemeinschaft Gernrode/Harz) – dawna wspólnota administracyjna w Niemczech, w kraju związkowym Saksonia-Anhalt, w powiecie Harz. Siedziba wspólnoty znajdowała się w mieście Gernrode. 
Wspólnota administracyjna zrzeszała jedną gminę miejską (Stadt) oraz jedną gminę wiejską (Gemeinde): 
- Bad Suderode
- Gernrode, miasto.

W wyniku reformy administracyjnej wspólnota została rozwiązana dnia 1 stycznia 2011. Wszystkie trzy gminy zostały włączone zostały do miasta Quedlinburg i stały się jego dzielnicami. 19 lutego 2013 sąd Landesverfassungsgericht w Dessau-Roßlau uznał rozwiązanie jej za sprzeczne z konstytucją a gminom ponownie przywrócono samodzielność.
Do 30 listopada 2013 do wspólnoty należała również gmina wiejska Rieder, ale dzień później stała się dzielnicą miasta Ballenstedt.
1 stycznia 2014 wspólnota została rozwiązana a dwie gminy ją tworzące przyłączono do miasta Quedlinburg.